# Poklicani
Poklicani je slovenska nadaljevanka, ki so jo začeli predvajati 9. marca 2025 na TV Slovenija 1. Serija je na sporedu v nedeljo ob 20.00.

## Sezone[1]
| Sezona | Sezona | Epizode | Začetek       | Konec          |
| ------ | ------ | ------- | ------------- | -------------- |
|        | 1.     | 8       | 9. marec 2025 | 27. april 2025 |

## Vsebina
Zgodba je postavljena v klicni center za nujno obveščanje. Glavna lika sta sestri Aleša in Mia. Aleša je zaposlena na stresnem, slabo plačanem delovnem mestu v klicnem centru. Njeno življenje se zaplete s prihodom mlajše sestre Mie iz tujine, ki se je k njej zatekla brez denarja, službe in prijateljev. Sestri nato rešujeta stiske in življenje drugih.

## Produkcijska ekipa
Scenarij
- Iza Strehar

Režija
- Žiga Virc

Direktor fotografije
- Fabris Šulin

Scenograf
- Marco Juratovec

Oblikovalka maske
- Lea Bratušek

Kostumografinja
- Tina Hribernik

Oblikovalec zvoka
- Grega Švabič

Montažerka
- Špela Murenc Škulj

Producenta serije
- Boštjan Virc
- Tadej Koren Šmid